# Bürserberg
Bürserberg è un comune austriaco di 528 abitanti nel distretto di Bludenz, nel Vorarlberg. Stazione sciistica, ha ospitato tra l'altro le gare di biathlon del XII Festival olimpico invernale della gioventù europea.